# Pass Out of Existence
Pass out of Existence es el primer Disco de estudio de la banda de Groove metal Chimaira, lanzado el 2 de octubre del 2001. Según el vocalista Mark Hunter, hasta el 2003, la banda había vendido 44,000 copias del disco en los Estados Unidos.
Algunas ediciones del álbum incluyen una canción oculta al final de "Jade", extendiendo la duración total de la canción a 13:57. La edición Japonesa/Australiana incluye la pista extra "Without Moral Restraint". 
Antes del lanzamiento del disco, la canción "Dead Inside" fue presentada en el programa televisivo Farmclub.com del canal USA Network. Esto motivó a la discográfica Roadrunner Records a firmar a la banda Chimaira. .
Este disco presenta un sonido diferente a los álbumes posteriores, inclinándose más hacia el nu metal y con fuertes influencias del metal industrial.

## Producción
Al contrario de otros discos de Chimaira, Pass Out of Existence fue grabado con Guitarra con siete cuerdas en afinación Drop A.
Se hizo más hincapié y se enfatizó en la programación y el sampleo; en consecuencia, se ha considerado menos pesado que los álbumes siguientes de Chimaira. En una entrevista de 2004, el programador Chris Spicuzza reconoció esto, pero señaló que era en gran medida debido a una cuestión de la mezcla que da esta impresión.
El vocalista Mark Hunter más tarde, desestimó el uso de samples como "suave para los oídos" y declaró que el disco posterior del 2003; había tenido un enfoque más centrado en el sampleo.

## Tour y Promoción
En octubre del 2001, Chimaira se uniría al tour de Slayer, en su promoción del disco God Hates Us All. Esto, más tarde, resultaría beneficioso para la banda; cuando el baterista Richard Evensand dejó Chimaira en el 2004 y le pidieron consejos a Kerry King, Mark Hunter pudo contactar con Kevin Talley para que este último ocupara ese rol por dos años. 
La portada del álbum aparece en la película "The Rules of Attraction" , además de otras bandas de Roadrunner, como Fear Factory y Slipknot. Ellos se unirían posteriormente con ambas bandas para el tour Jagermesiter en el 2004.
Un video musical fue grabado para la canción "SP Lit", el cual tuvo rotación en el programa Uranium.

## Lista de canciones
Todas las canciones escritas y compuestas por Chimaira, except where noted. 
| N.º | Título                                                         | Duración |  |
| 1.  | «Let Go»                                                       | 3:51     |  |
| 2.  | «Dead Inside»                                                  | 3:45     |  |
| 3.  | «Severed»                                                      | 3:16     |  |
| 4.  | «Lumps»                                                        | 3:54     |  |
| 5.  | «Pass Out of Existence»                                        | 3:24     |  |
| 6.  | «Abeo»                                                         | 1:44     |  |
| 7.  | «Sp Lit»                                                       | 3:12     |  |
| 8.  | «Painting the White to Grey»                                   | 4:44     |  |
| 9.  | «Taste My...»                                                  | 4:02     |  |
| 10. | «Rizzo» (Escrito por Chimaira y Stephen Carpenter de Deftones) | 4:38     |  |
| 11. | «Sphere»                                                       | 4:20     |  |
| 12. | «Forced Life»                                                  | 3:48     |  |
| 13. | «Options»                                                      | 3:50     |  |
| 14. | «Jade»                                                         | 13:58    |  |

### Edición Japonesa/Australiana  (Bonus Track)
| Bonus Track |                           |          |  |
| N.º         | Título                    | Duración |  |
| 15.         | «Without Moral Restraint» | 4:02     |  |

## Personal

### Chimaira
- Mark Hunter – Voz y guitarra adicional en Abeo y Jade
- Rob Arnold – Guitarra principal
- Jason Hager – Guitarra rítmica
- Chris Spicuzza – Electrónica
- Jim LaMarca – Bajo
- Andols Herrick – Batería

### Músicos adicionales
- Stephen Carpenter – Guitarras en "Rizzo"
- Justin Walden – Teclados adicionales y programación

## Producción
- Producido por Andrew Murdock
- Grabado por Andrew Murdock, Justin Walden y Scott Francisco (Grabado en Third Stone, N. Hollywood)
- Mezclado por Andrew Murdock y Ted Regier (Mezclado en Larrabee Studios, W. Hollywood)
- Masterizado por Tom Baker en Precision Mastering
- Ilustraciones por Michael Bodine II y Neil Allardice
- Dirección de Arte por Chris Spicuzza
- Fotografía por Daniel Moss